# Schwarzlose (mitraljez)
Schwarzlose je avtroogrski mitraljez, ki ga je izumil nemški konstruktor Andreas Schwarzlose. Najštevilčnejša različica je bila avstroogrska M.7/12 za naboj 8x50 R Mannlicher, ki se je uporabljala predvsem med prvo svetovno vojno. Zaradi preprostega mehanizma in enostavnosti vzdrževanja je bila zelo robustna in zanesljiva. Zaradi svoje velike teže (39,7 kg vključno s podstavkom in hladilno tekočino) se je uporabljala predvsem kot obrambno orožje. Je prvi mitraljez s katerim se je srečal slovenski mitraljezec.

## Razvoj in delovanje
V času, ko je Andreas Wilhelm Schwarzlose začel razmišljati o razvoju strojnice, ki bi jo lahko prodal, je naletel na težavo, da je bila večina najboljših patentov že patentiranih, zato se je moral odločiti za popolnoma drugačen pristop. Uporabil je za strojnice do takrat neuporabljen način delovanja, odpiranje s pomočjo povratnega pritiska. Ko se orožje sproži, povratni pritisk, ki ga je ustvaril naboj prične krčiti "koleno", ki drži zaklep na mestu. Komaj ko krogla zapusti cev, se zaklep pomakne nazaj in repetira. V primerjavi s takrat najbolj razširjeno strojnico Maxim je tako delovanje imelo dve večji prednosti: cev se ni premikala, ampak je med streljanjem ostala na mestu, kar je omogočalo učinkovitejšo zaporo hladilnika s hladilno tekočino, druga prednost pa je bila enostavnost delov, kar je pomenilo učinkovitejše delovanje, vzdrževanje in cenejšo izdelavo. Slabost takega mehanizma pa je bila ta, da je bilo za uspešen izmet tulcev potrebno mazanje nabojev z oljem. Andreas Schwarzlose je mehanizem patentiral leta 1902, okoli leta 1905 pa je svoj patent prodal avstrijskemu orožarskemu podjetju v Steyrju, ki je strojnice najprej pričelo proizvajati za vojsko svoje države. Avstro-ogrska vojska se je v svoji različici odločila za uporabo relativno kratke cevi (530 mm), ki je omogočala lažji transport, a je bila manj natančnejša. V primerjavi z najpogostejšimi nemškimi, ruskimi, francoskimi in britanskimi strojnicami sistema Maxim je imela Schwarzlose okoli 20 cm krajšo cev.

## Uporaba
Schwarzlose je bila glavna grška strojnica ob začetku balkanskih vojn. Kmalu se je kot glavna strojnica Avstro-ogrske vojske izkazala med prvo svetovno vojno. Ob koncu vojne so jo uporabljale tudi slovenske enote, ki so sodelovale v boju za severno mejo. Prav tako so jo uporabljale obe strani v poljsko-sovjetski vojni v letih 1919−21. Uporabljala se je tudi v italijanskih rokah med drugo italijansko-abesinsko vojno (1935-36). Proti koncu medvojnega obdobja je bila prisotna v španski državljanski vojni. Med drugo svetovno vojno je v uporabo stopila, ko je Finska zaradi napada Sovjetske zveze leta 1939 kupila švedske strojnice Schwarzlose. Dva meseca po koncu zimske vojne med SZ in Finsko je Nacistična Nemčija maja 1940 napadla Nizozemsko, kjer so jo uporabljali branitelji. Po napadu na Jugoslavijo, ki so ga izvedle sile osi je bila uporabljena v narodnoosvobodilnem boju. Prav tako so jo uporabljali Madžari, med drugim na vzhodni fronti. Zadnjič se je v vojne namene uporabljala leta 1948 v izraelski osamosvojitveni vojni.

## Različice
Avstro-Ogrska:

Pehotni različici M.7 in M.7/12 za naboj 8x50 R Mannlicher. Med vojno je bila razvita tudi t. i. lahka strojnica, ki je namesto težkega trinožnega podstavka (trinožnika) imela zložljivega dvonožnega (dvonožnika), prav tako je imela kovinsko kopito.
Letalski različici M.16 in M.16A za naboj 8x50 R Mannlicher. Ti različici sta streljali hitreje od pehotnih različic (M.16: 600 nab/min, M.16A: 880 nab/min) in nista uporabljali hladilnika, zato je bila njuna teža manjša, 10,4 kg. 
Nizozemska:

Machinegeweer M.08, M.08/13, M.08/15 in konjeniška različica. Do leta 1915 so jih v Steyrju proizvedli okoli 300, nato so zaradi težav z dobavo proizvodnjo preselili na Nizozemsko. Naboj je bil prvotno 6,5x53 R Mannlicher, po letu 1925 so jih Nizozemci predelali na njihov 7,92x57 R, ki se razlikuje od nemškega 7,92x57 Mauser, ker ima izbočen rob. V kalibru 7,92 mm (z robom) so po letu 1925 prav tako izdelovali nove strojnice. 
M.08 je prvotna različica; podobna je avstro-ogrski M.7 (slika na levi). Izboljšana različica je M.08/13, podobna avstro-ogrski M.7/12. Ko so proizvodnjo preselili na Nizozemsko so tam proizvedenim strojnicam dodelili naziv M.8/15. Konjeniška različica se od drugih treh razlikuje po tem, da je uporabljala navadni (avstro-ogrski) trinožni podstavek. Nizozemci so Schwarzlose pogosto nameščali na podstavek za nemški Maxim MG 08, proizvajali pa so tudi poseben podstavek M.25, na katerem je strojnica lahko pokrivala kot 180°.
Švedska:

Kulspruta m/14 za naboj 6,5x55 švedski. V švedski tovarni Bofors Carl Gustaf so jih skupno proizvedli okoli 2000.
Grčija:

Schwarzlose M.12 za naboj 6,5x54 Mannlicher-Schönauer. Avstrijci so jih proizvajali za Kraljevino Grčijo od 1912 do 1914. 24 strojnic, ki zaradi izruha vojne niso prispele v Grčijo je Avstro-ogrsko letalstvo na svojih letalih uporabljalo predvsem na začetku vojne. Te niso uporabljale vodnega hlajenja, ampak zračnega, zato so bile lažje od drugih.
Češkoslovaška:

Češki izumitelj František Janeček je za češkoslovaško vojsko obstoječe strojnice M.7/12 predelal tako, da je kaliber spremenil z 8 mm Mannlicher na 7,92 mm Mauser, olajšal zaklep, skrajšal glavno vzmet in podaljšal cev za 100 mm. Predelava in izdelava je potekala v Zbrojovki v Brnu. Med letoma 1924 in 1934 so iz M.7/12 na vz.7/24 adaptirali 4937 strojnic, novih vz.24 pa so proizvedli 2253.
Madžarska:

Géppuska 07/31.M je madžarska predelava na naboj 8x56 R Mannlicher s špičasto kroglo. Enako so storili s svojimi puškami Mannlicher M1895.

## Uporabniki

#### Države
- Neodvisna Albanija: Leta 1912 je bilo v avstrijskem Steyrju naročenih 20 strojnic v kalibru 8x50 R Mannlicher in med 2,5 in 3 milijoni teh nabojev.[12]
- Prva avstrijska republika: Leta 1938 je bilo v avstrijskem arzenalu skupno 3.847 strojnic Schwarzlose.[13]
- Avstro-Ogrska: Uvedena leta 1907, prvi kosi so v pehotno rabo prešli leta 1908.[7] Po letu 1914 se je uporabljala tudi na letalih.[10]
- Kraljevina Bolgarija: V uporabi poleg strojnic Maxim.[14]
- Češkoslovaška: Prevzete od Avstro-Ogrske od razpadu slednje.[15] V uporabi najprej M.7/12, kasneje pa tudi vz.7/24 in vz.24.
- Finska: Finska je od Švedske najprej kupila 12 strojnic m/14 kalibra 6,5 mm. V zimski vojni jih je uporabljala tudi Švedska prostovoljna enota (Svenska Frivillig Kåren), ki je Fincem pomagala pri vojskovanju. Ob koncu zimske vojne so se Švedi vrnili domov in za seboj zapustili 40 strojnic Schwarzlose. Po še enem manjšem nakupu so jih junija 1941 Finci imeli skupno 70. Uporabljale so se dokler niso leta 1943 imeli dovolj drugih strojnic, ki so uporabljale pogostejši, ruski naboj 7,62x54 R. Med letoma 1943 in 1944 jih je Finska okoli 60 prodala nazaj na Švedsko.[5]
- Kraljevina Grčija: Ob izbruhu balkanskih vojn je imela Grčija na razpolago 84 strojnic Schwarzlose.[2]
- Kraljevina Italija: Strojnice, ki so bile zajete kot vojni plen so bile v uporabi predvsem v Afriki poleg pušk Mannlicher M1895, kjer so jih v prvotnem kalibru (8x50 R Mannlicher) uporabljali tudi askari.
- Izrael[6]
- Kraljevina Madžarska
- Nizozemska: V rabi od leta 1908 do nemškega napada leta 1940.[16]
- Druga poljska republika: Uporabljena je bila v poljsko-sovjetski vojni; tako v zraku,[17] kot na tleh.
- Kraljevina Romunija: Zajete in v uporabi med prvo svetovno vojno.
- Kraljevina SHS: Prevzete od Avstro-Ogrske, uporabljene predvsem v boju za severno mejo.
- Švedska: V uporabi od leta 1914, na začetku 30. let jo je začela zamenjevati ameriška M1917 Browning.
- Tretji rajh: Nemci so že ob Anschlussu z Avstrijo leta 1938 dobili strojnice Schwarzlose predelane za naboj 8x56 R. Po zasedbi Nizozemske leta 1940 so v nemški arzenal prišle tudi nizozemske strojnice. Prvotni različici M.08 je bil dodeljen naziv 7,9 mm sMG 241 (h), M.08/13 je dobila naziv 7,9 mm sMG 242 (h), M.08/15 je dobila naziv 7,9 mm sMG 243 (h), konjeniška različica s posebnim podstavkom pa 7,9 mm Kav MG 244 (h).[18]

#### Skupine
- Hagana: V uporabi med palestinsko vojno leta 1948.
- Slovenski partizani[19]

## Galerija
- Slika, ki prikazuje dva avstro-ogrska strojnična oddelka med bitko, 1. sv. v.
- Vojaki Poljske legije s strojnico, ki ima pritrjen ščit.
- Lahka strojnična enota med 1. sv. v.
- Slovenski vojaki na vzhodni fronti jeseni leta 1918 z devetimi strojnicami in dvema jugoslovanskima zastavama
- Borci za severno mejo pozirajo s svojim orožjem